# Minden (Nevada)
Minden è un census-designated place (CDP)  3 001 persone degli Stati Uniti, capoluogo della Contea di Douglas nello stato del Nevada.

## Geografia fisica

### Territorio
Secondo i rilevamenti dell'United States Census Bureau, la località di Minden si estende su una superficie di 11,1 km², tutti occupati da terre.

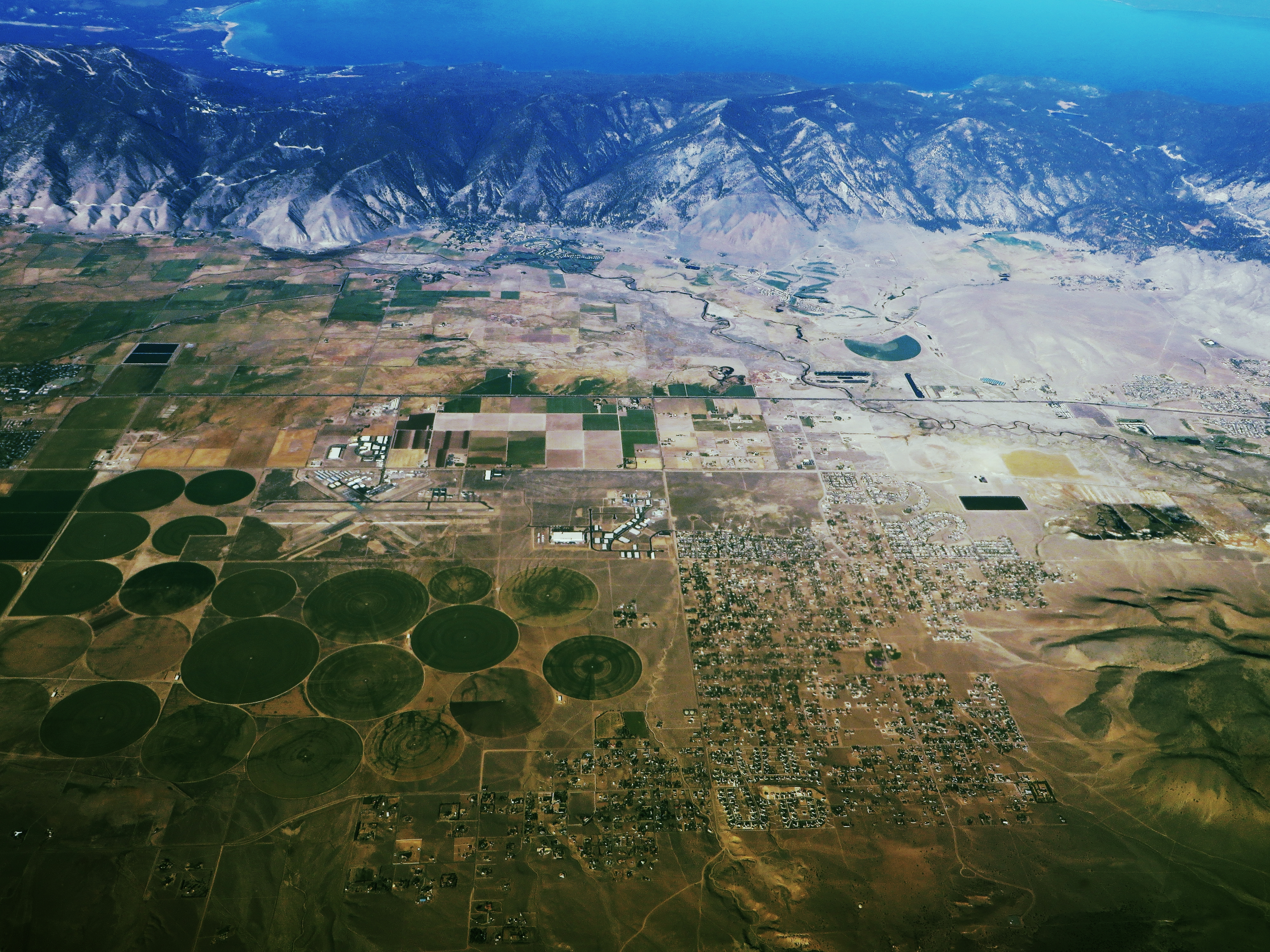
Veduta aerea

Carson Valley e Minden sono considerati fra i migliori luoghi al mondo per gli alianti, con voli che hanno superato i 1 600 km. Minden è posizionata a est della catena montuosa della Sierra Nevada e questo favorisce delle considerevoli onde sottovento, visto che a est delle montagne di Pine Nuts c'è il deserto del Nevada, un enorme generatore di aria calda indispensabile per le correnti ascensionali.

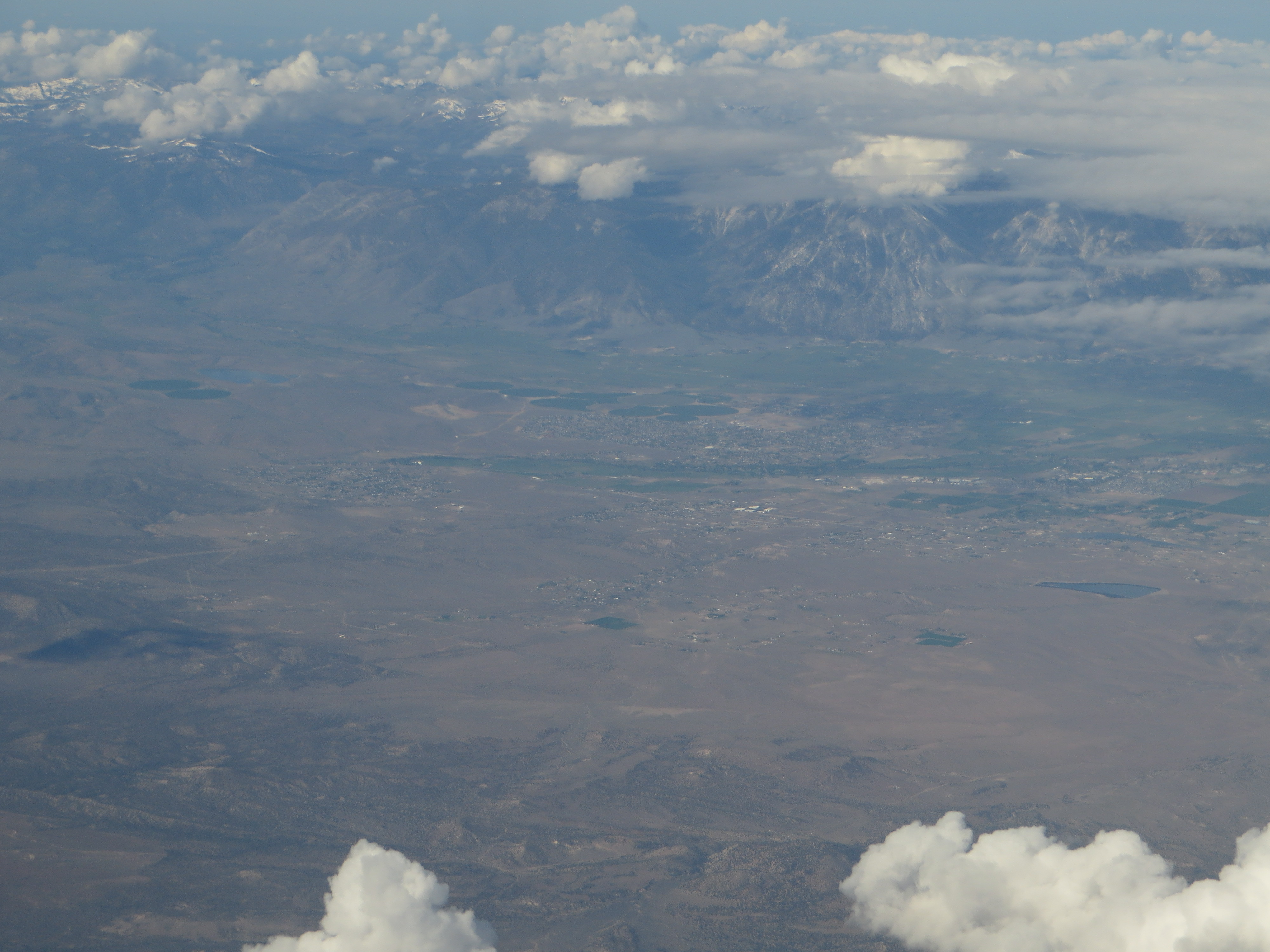
Carson Valley

### Clima
Minden ha un clima fresco semi-arido con forti escursioni termine fra in giorno e la notte in tutte le stagioni. Le estati sono calde in particolare durante il giorno, mentre le mattine, anche durante l'estate, sono fresche.
Le precipitazioni sono, per la maggior parte, dovute ai sistemi di tempeste del Pacifico invernale, nonostante la Sierra Nevada limiti la gran parte delle precipitazioni. Il periodo più piovoso è stato da luglio 1937 a giugno 1938 con 436,4 mm e il più secco è stato da luglio 1959 a giugno 1960 con 84,1 mm.
| Dati climatici      | Mesi | Mesi | Mesi | Mesi | Mesi | Mesi | Mesi | Mesi | Mesi | Mesi | Mesi | Mesi | Stagioni | Stagioni | Stagioni | Stagioni | Anno |
| Dati climatici      | Gen  | Feb  | Mar  | Apr  | Mag  | Giu  | Lug  | Ago  | Set  | Ott  | Nov  | Dic  | Inv      | Pri      | Est      | Aut      | Anno |
| ------------------- | ---- | ---- | ---- | ---- | ---- | ---- | ---- | ---- | ---- | ---- | ---- | ---- | -------- | -------- | -------- | -------- | ---- |
| T. max. media (°C)  | 8,3  | 11,2 | 15,3 | 18,4 | 23,3 | 28,6 | 33,3 | 32,7 | 28,6 | 21,8 | 13,9 | 8,6  | 9,4      | 19,0     | 31,5     | 21,4     | 20,3 |
| T. min. media (°C)  | −8,1 | −6,3 | −3,8 | −1,6 | 2,4  | 5,7  | 8,4  | 7,3  | 3,6  | −1,4 | −5,4 | −8,1 | −7,5     | −1,0     | 7,1      | −1,1     | −0,6 |
| Precipitazioni (mm) | 37   | 29   | 28   | 12   | 12   | 10   | 6    | 8    | 9    | 17   | 23   | 35   | 101      | 52       | 24       | 49       | 226  |

## Origini del nome
Il nome deriva da quello della città tedesca Minden, situata nella Renania Settentrionale-Vestfalia.

## Società

### Evoluzione demografica
Secondo il censimento del 2010, la popolazione era di 3 001 persone. Il 48,5% erano maschi con un'età media di 49,3 anni e il 51,5% erano femmine con un'età media di 52,2 anni.

### Etnie e minoranze straniere
La composizione etnica della città era formata dal 91,8% di bianchi, il 0,3% di afroamericani, lo 0,8% di nativi americani, l'1,7% di asiatici, lo 0,6% di oceanici e il 3,1% di due o più etnie.

## Cultura

### Istruzione
Il campus di Douglas del Western Nevada College ha la sua sede a Minden.